# Kungliga Trädgården 3

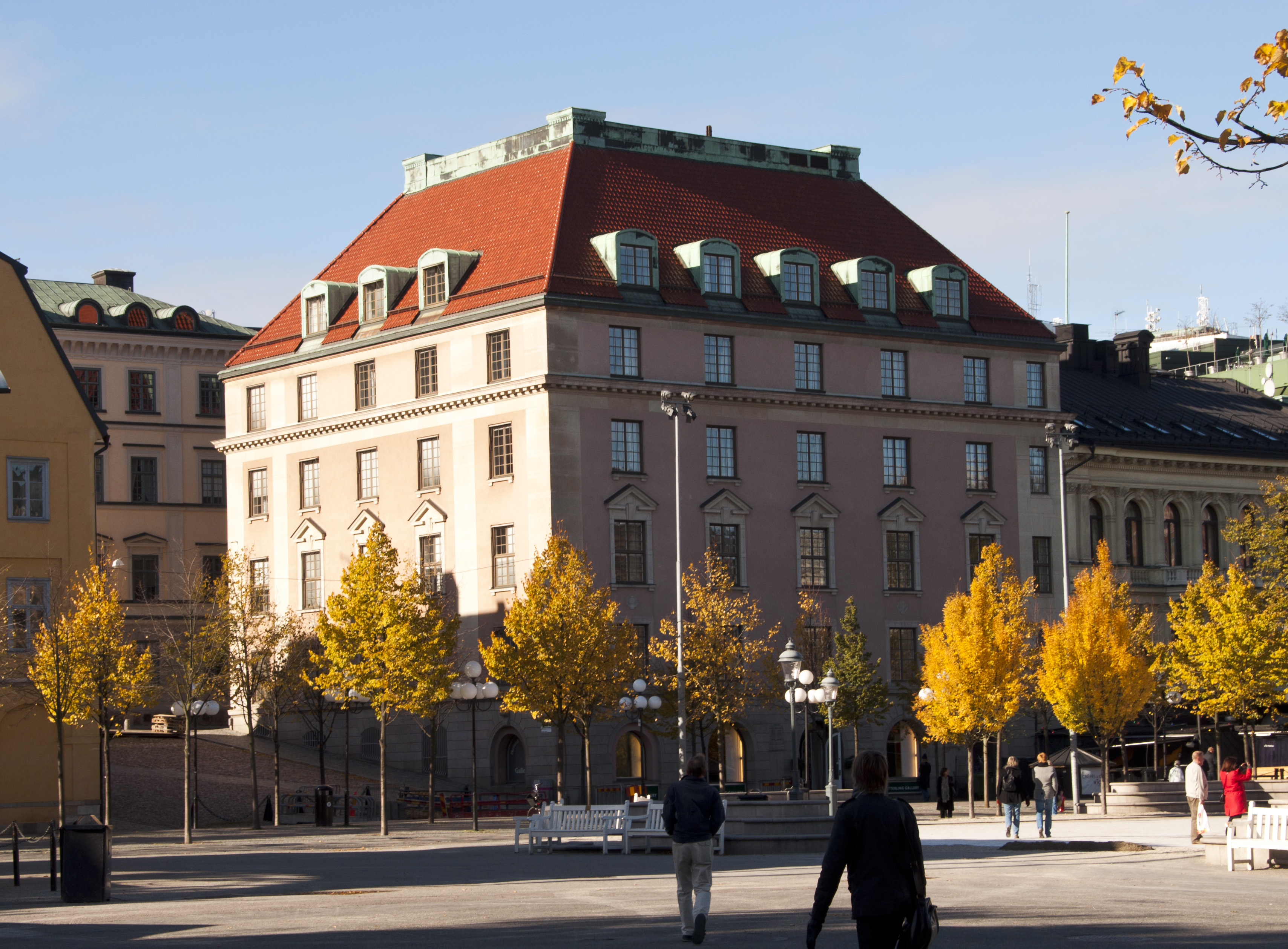
Kungliga Trädgården 3. Fasader mot Lantmäteribacken och Kungsträdgården.

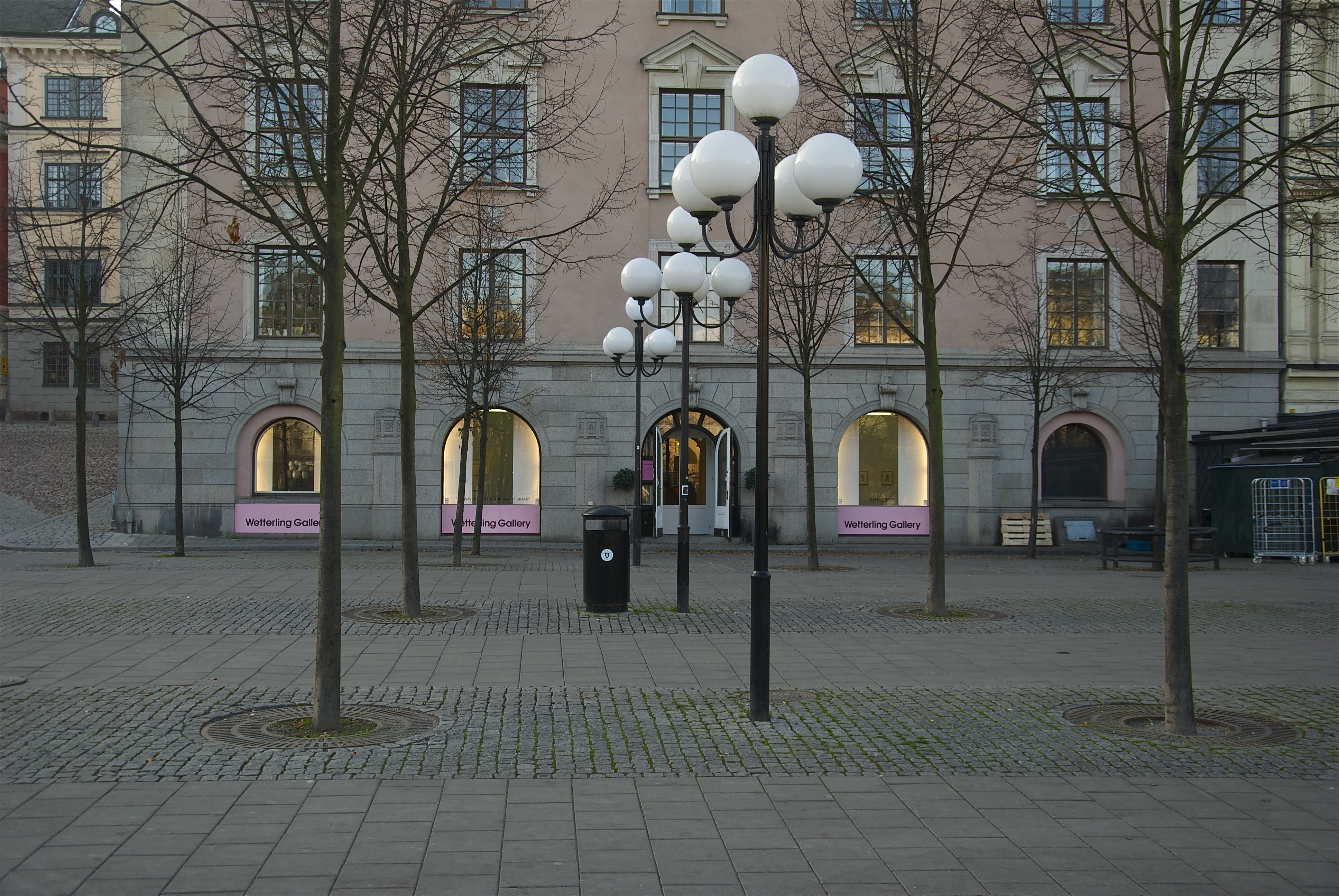
Bottenvåningen mot Kungsträdgården med galleri Wetterling.

Kungliga Trädgården 3 är en fastighet på Västra Trädgårdsgatan 4 på Norrmalm i Stockholm. 
Byggnaden uppfördes 1913-16 på uppdrag av Civilstatens änke- och pupillkassa. Kassan hade redan 1879 inköpt en äldre fastighet på platsen av Fredrika Böttinger för den blygsamma summan av 160 000 kr, samt en årlig livränta åt säljaren på 1 000 kr. Förslag till ombyggnader avslogs i flera omgångar av fullmäktige, och då det senare visade sig att grunden var för dålig för en påbyggnad utformade arkitekten Rudolf Arborelius istället ett nybyggnadsförslag år 1907. Det mötte dock ogillande till följd av det stora antalet våningar. Även ett omarbetat förslag avslogs då byggnaden skulle ha fasad med fönster och takfall mot tomtgränsen mot Kungsträdgården, vilket var kronans mark, och byggnadsordningen föreskrev brandmurar mot tomtgränser. 1914 fick man så slutligen fasadrätt mot parken genom ett särskilt tillstånd hos Kungl. Maj:t och bygget kunde påbörjas.
Arkitekten Rudolf Arborelius byggnad knyter an till svenska 1600-talspalats. De terrasitputsade fasaderna reser sig i fyra våningar mot Västra Trädgårdsgatan och i fem våningar mot den lägre liggande Kungsträdgården. Kungsträdgårdsfasadens undervåning, liksom lisener , fönsteromfattningar och den kraftiga taklisten är enligt tidens ideal utförda i grå natursten. Under det höga valmade takets glaserade röda tegel återfinns en inredd vind. Det innehöll från början förutom kontor även bostadslägenheter om 11 respektive 12 rum.
Mellan 1929 och 1944 låg Drottning Victorias Örlogshem i huset. Sedan 1940-talet har Justitieombudsmannen sina lokaler i fastigheten. I den nedre våningen mot Kungsträdgården återfinns idag galleri Wetterling.